# 成都体育学院

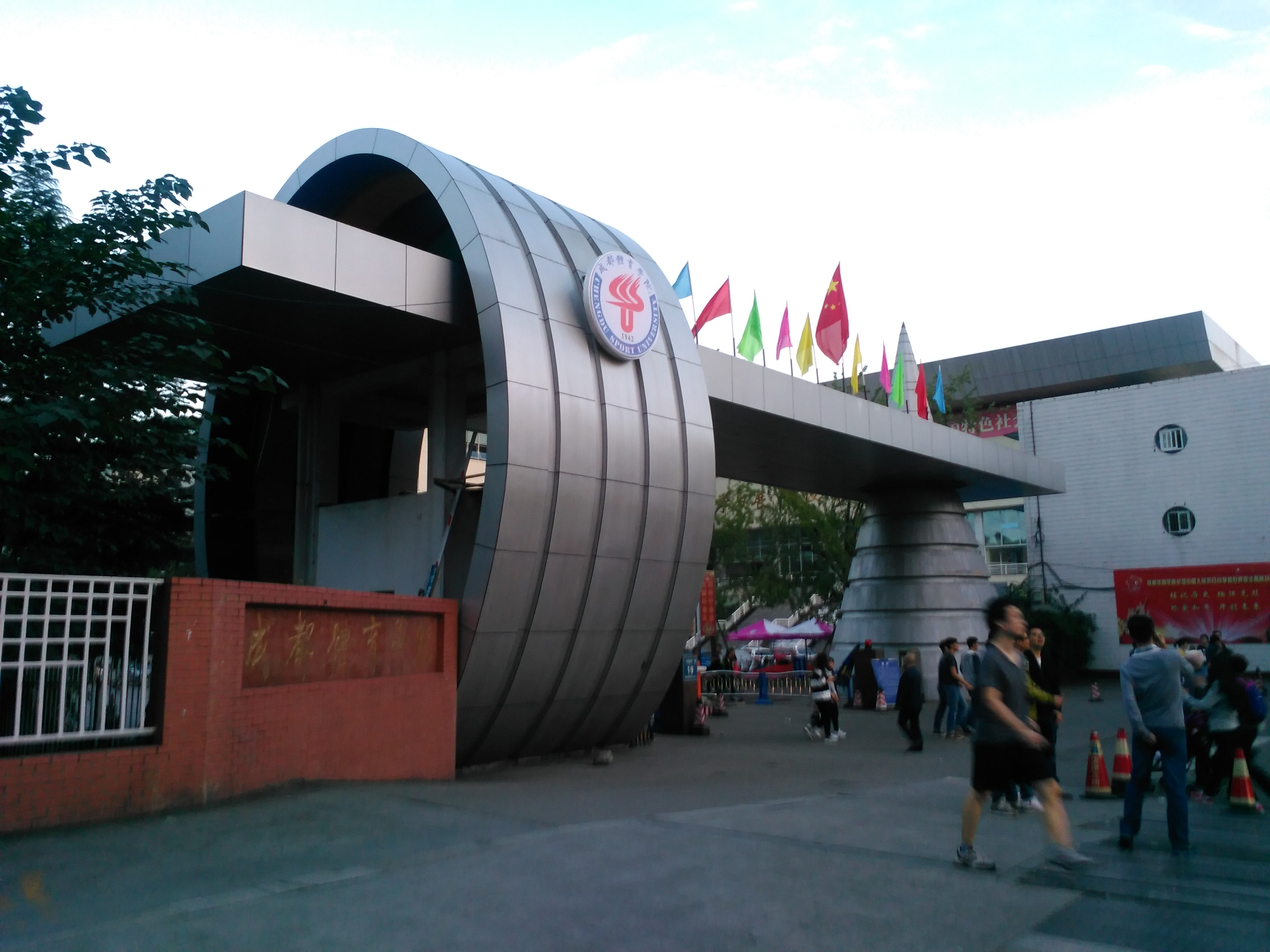
正門

成都体育学院（せいとたいいくがくいん）は中国の四川省成都市武侯区にある体育・スポーツの専門学校。体育総局と四川省政府によって設立。敷地面積は40万m2余りで校員は約700人、在校生は約15000人。

## 沿革
- 1942年 - 四川省立体育専科学校として設立。
- 1953年 - 西南体育学院に改称。
- 1956年2月 - 成都体育学院に改称。
- 1961年 - 重慶体育学院と合併。